# Eschweilera costaricensis
Eschweilera costaricensis är en tvåhjärtbladig växtart som beskrevs av Scott A. Mori. Eschweilera costaricensis ingår i släktet Eschweilera och familjen Lecythidaceae. Inga underarter finns listade i Catalogue of Life.